# هله کوروه
هِـلِـه کوروِه (استونیایی: Hele Kõrve؛ زادهٔ ۷ ژانویهٔ ۱۹۸۰) بازیگر، صداپیشه و خواننده اهل استونی است. وی از سال ۲۰۰۰ میلادی تاکنون مشغول فعالیت بوده‌است.
از فیلم‌هایی که وی در آن‌ها نقش داشته است، می‌توان به نام‌هایی بر لوح مرمرین اشاره نمود.